# Infirmeria

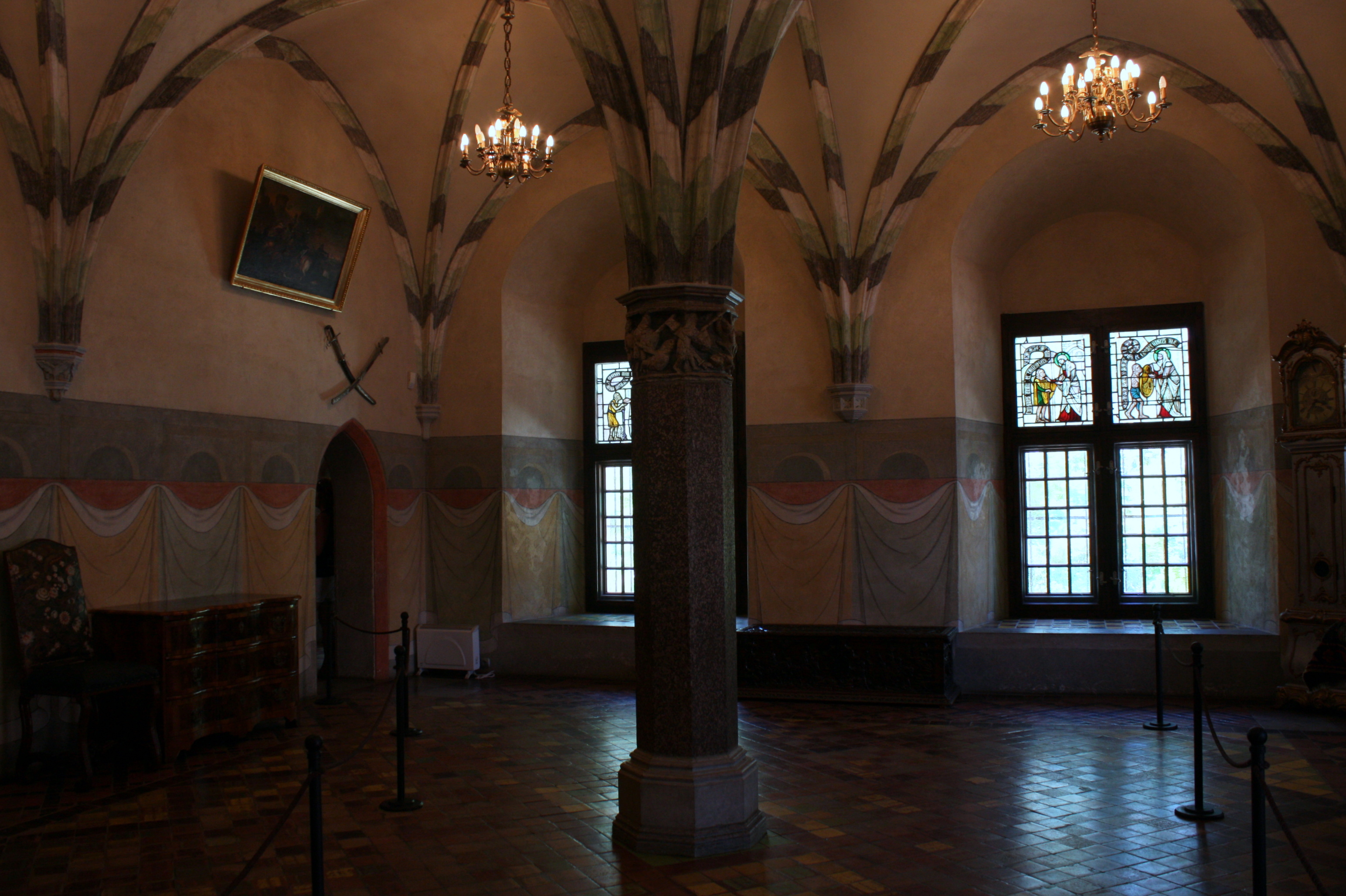
Infirmeria zamku krzyżackiego w Malborku

Infirmeria (łac. infirmus – słaby, chory) – sala przeznaczona dla chorych w budynkach zamieszkiwanych przez duże grupy osób (klasztory, koszary wojskowe, bursy lub internaty itp.). W okresie średniowiecza infirmeria umieszczona przy klasztorze pełniła nie tylko rolę szpitala, ale też przytułku dla ludzi starych i ubogich.